# Lansing (Iowa)
Lansing è un comune (city) degli Stati Uniti d'America della contea di Allamakee nello Stato dell'Iowa. La popolazione era di 999 persone al censimento del 2010.

## Geografia fisica
Secondo lo United States Census Bureau, ha un'area totale di 1,18 miglia quadrate (3,06 km²).

## Storia

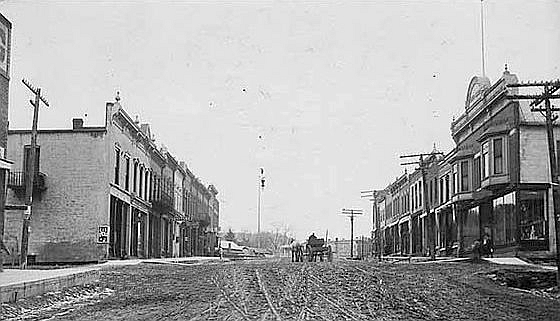
La principale strada di Lansing, 1913

Lansing fu pianificata circa nel 1851. La città prende questo nome perché il primo colono proveniva da Lansing, la capitale del Michigan.

## Società

### Evoluzione demografica
Secondo il censimento del 2010, c'erano 999 persone.

### Etnie e minoranze straniere
Secondo il censimento del 2010, la composizione etnica della città era formata dal 98,8% di bianchi, lo 0,1% di afroamericani, lo 0,2% di nativi americani, lo 0,4% di asiatici, lo 0,4% di altre razze, e lo 0,1% di due o più etnie. Ispanici o latinos di qualunque razza erano lo 0,6% della popolazione.